# Vražda Johna Lennona
John Lennon, slavný britský hudebník, známý především jako spoluzakladatel skupiny The Beatles, byl zavražděn v pondělí 8. prosince 1980 před newyorským domem The Dakota, ve kterém toho času bydlel. Lennon byl po svém večerním návratu z nahrávacího studia smrtelně postřelen svým fanouškem Markem Davidem Chapmanem.
Navzdory rychlému převozu do nemocnice se Lennonův život lékařům nepodařilo zachránit. Jeho tělo bylo zpopelněno 10. prosince 1980 a ostatky byly předány manželce Yoko Ono. Ta se rozhodla nevypravit svému manželovi žádný pohřeb. Soud shledal Chapmana vinným z trestného činu vraždy a odsoudil jej k doživotnímu trestu odnětí svobody s možností podmínečného propuštění po dvaceti letech.
Vražda měla celosvětový ohlas. Osobě Johna Lennona byla v následujících letech věnována řada poct, mezi nimi památník Strawberry Fields ve Spojených státech amerických z roku 1985 nebo Imagine Peace Tower na Islandu z roku 2007. V socialistickém Československu, konkrétně v Praze na Malé Straně, pak spontánně vznikl památník nazývaný Lennonova zeď.

## Den vraždy
V ranních hodinách 8. prosince navštívila Johna Lennona a Yoko Ono v jejich bytě v budově The Dakota na 72. ulici fotografka Annie Leibovitzová, pracující pro časopis Rolling Stone, aby Lennona vyfotografovala na jeho obálku. Lennon však trval na tom, že na titulní straně časopisu bude on i jeho manželka a poté, co fotografka zmíněnou fotografii pořídila, opustila jejich apartmán. Poslední veřejné vystoupení Lennona bylo odpolední interview poskytnuté moderátorovi Daveu Sholinovi z rádia RKO Radio Network, které skončilo krátce po sedmnácté hodině.

### Vražda

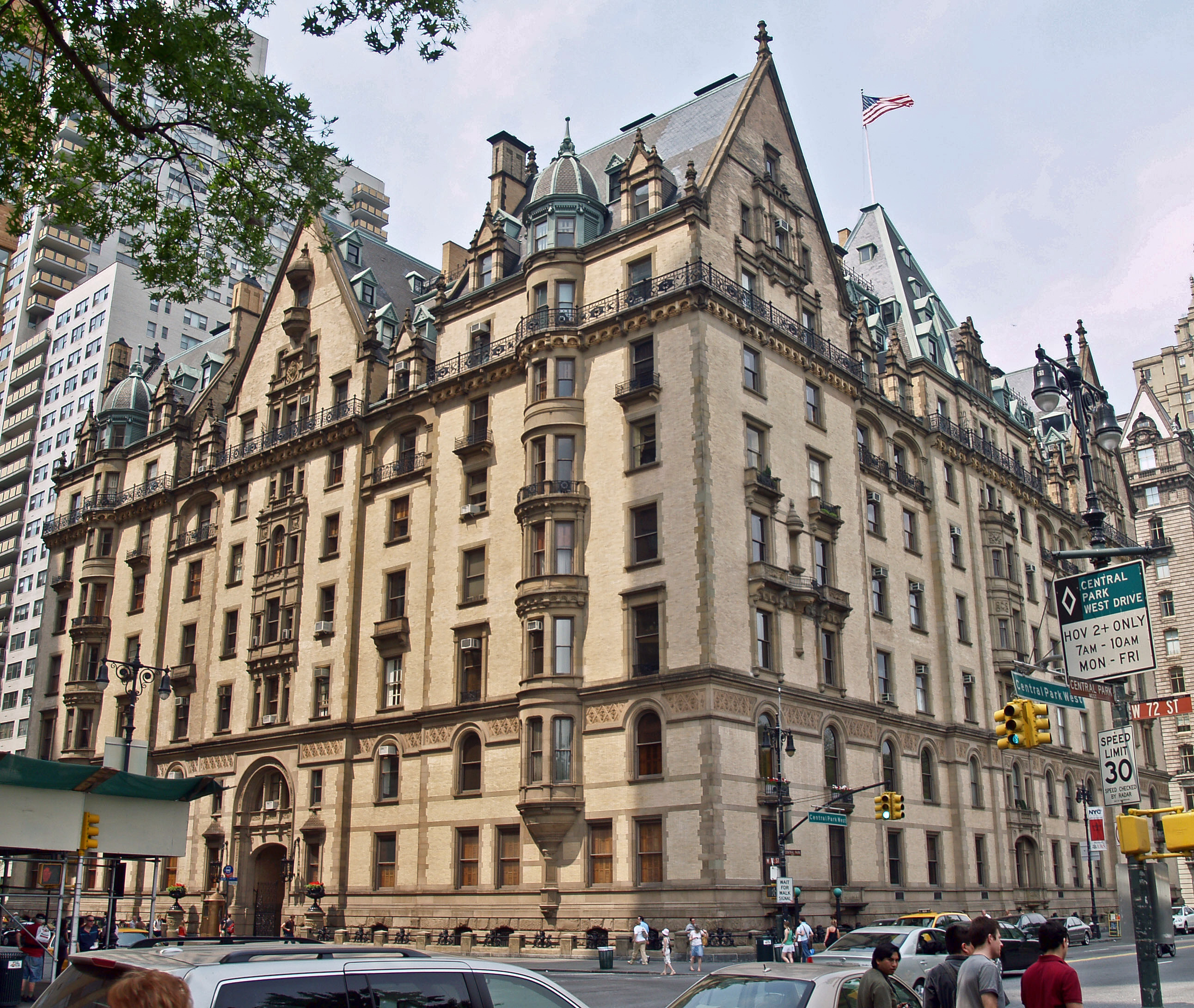
Budova The Dakota, v níž Lennon vlastnil jeden z apartmánů

Přibližně v 17 hodin se Lennon s manželkou vydali do nahrávacího studia Record Plant, aby přepracovali příští singl Yoko Ono s názvem „Walking on Thin Ice“. Když Lennon a Yoko vycházeli z domu a směřovali ke své limuzíně, shromáždilo se kolem nich několik fanoušků žádajících autogram; mezi fanoušky byl i Lennonův budoucí vrah Mark Chapman. Chapman mu podal svou desku Double Fantasy a Lennon se na ni podepsal. Poté se Lennon Chapmana zeptal, zda je to vše, a ten souhlasně přikývl.
Lennon pak s manželkou odjel do nahrávacího studia Record Plant, kde strávili několik hodin. Během zpáteční cesty rozhodl, že se společně nají po cestě v autě, aby byli dříve doma. K domu přijeli přibližně ve 22.50 a z limuzíny vystoupili přímo na 72. ulici. Ze svědeckých výpovědí domovníka Jose Perdoma a řidiče taxislužby vyplynulo, že se Chapman ukrýval ve stínu klenutého podloubí domu The Dakota a čekal zde na Lennonův příchod. Yoko Ono šla několik kroků před manželem a do recepce vešla jako první.
Jakmile Lennon prošel kolem Chapmana, Chapman na něj vypálil pět ran z revolveru ráže .38. První z kulek Lennona minula a zasáhla jedno z oken budovy The Dakota. Dvě kulky však pronikly do plic, jedna mu roztříštila rameno a poslední proťala aortu. Lennon byl schopen udělat pouze pět kroků do recepce budovy, kde řekl: „Postřelili mě… někdo na mě vystřelil.“ Posléze ztratil vědomí. Jay Hastings, zaměstnanec recepce domu Dakota, Lennona přikryl svojí uniformou, sundal mu brýle a přivolal policii. Vrátný Perdomo mezitím vytrhl Chapmanovi z ruky revolver a odkopl ho na silnici. Krátce na to revolver zadržel přítomný zaměstnanec obsluhy výtahu z domu Dakota.

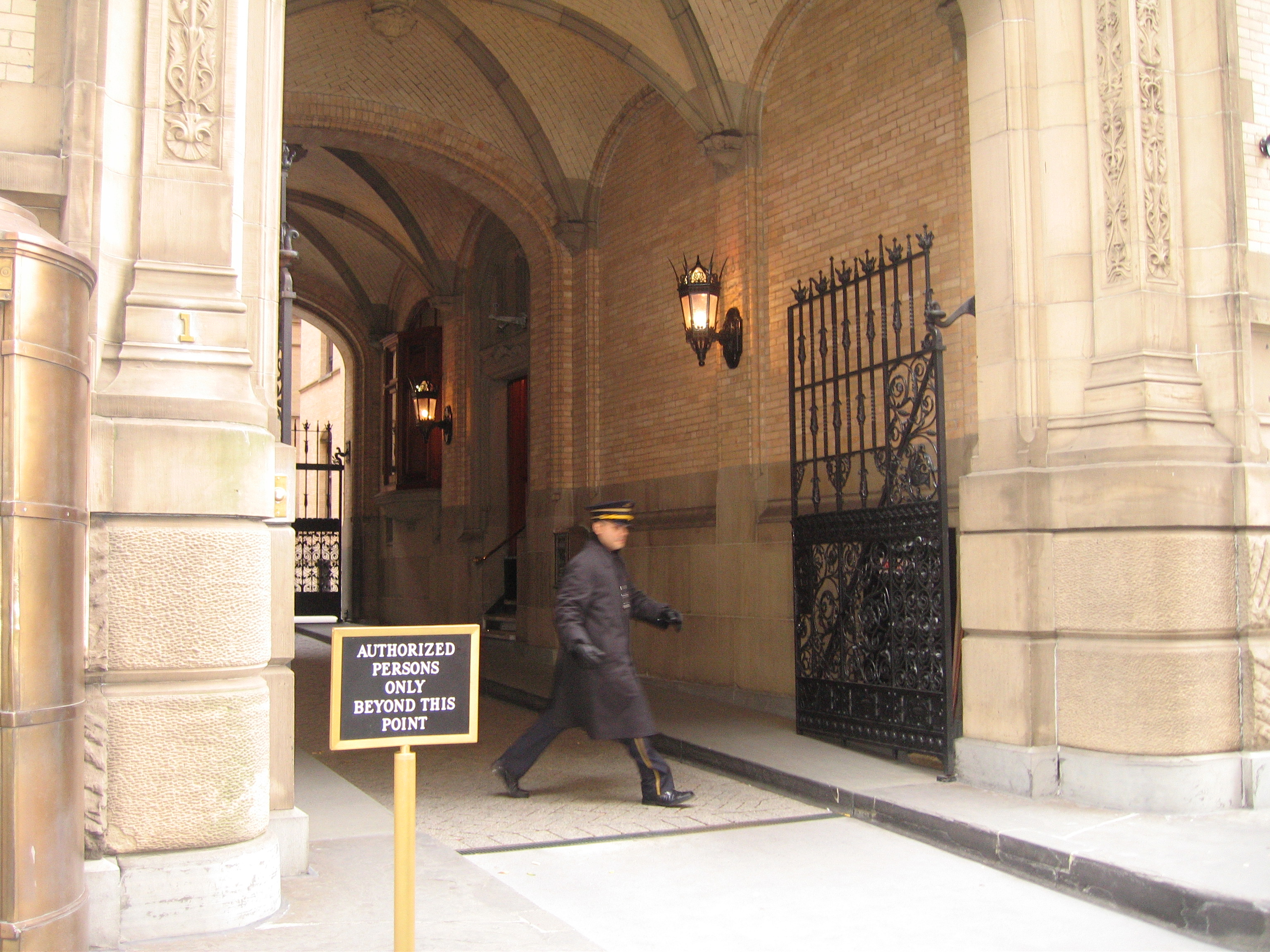
Fotografie vstupu do domu The Dakota, kde byl Lennon zastřelen

Chapman si poté sundal kabát a klobouk, aby ukázal, že u sebe již neskrývá žádné další zbraně. Usadil se na obrubník u silnice a klidně vyčkával na příjezd policie. Vrátný Perdomo na něj v tu chvíli zakřičel: „Víš, co jsi udělal?“ a Chapman odpověděl: „Jo, zastřelil jsem Johna Lennona“. Prvními policisty, kteří dorazili na místo činu, byli Steve Spiro a Peter Cullen, kteří se v době hlášení o střelbě nacházeli na nedaleké křižovatce Broadwaye a 72. ulice. Spatřili Chapmana klidně sedícího na chodníku s výtiskem knihy od J. D. Sallingera Kdo chytá v žitě, a uvedli, že během zatýkání nekladl naprosto žádný odpor. Do knihy si několik hodin před vraždou zapsal poznámku: „Holdenu Caulfieldovi od Holdena Caulfielda – To je moje rozhodnutí.“ Chapman byl knihou posedlý a s jejím hlavním hrdinou Caulfieldem se silně ztotožňoval.
Několik minut po střelbě dorazili na místo také policisté Bill Gamble a James Moran, kteří Lennona položili na zadní sedadlo svého služebního vozu a odvezli do nemocnice St. Luke's-Roosevelt Hospital Center. Policista Moran se Lennona, který během cesty do nemocnice opět na chvíli nabyl vědomí, dotázal: „Vy jste John Lennon?“. Ten sotva slyšitelným a sípavým hlasem odpověděl: „Ano“ a vzápětí ztratil vědomí.

### Úmrtí Lennona
Poté, co byl dopraven do nemocnice, byl John Lennon asi 15 nebo 20 minut bezúspěšně oživován. Pak lékař Stephan Lynn ve 23.15 konstatoval, že Lennon byl mrtvý již při přijetí do nemocnice. Příčinou úmrtí byla ztráta tří až čtyř litrů krve, tedy asi 80 % celkového objemu. Vrchní lékař Dr. Elliott M. Gross uvedl, že s takto těžkým zraněním nemůže nikdo přežít déle než několik minut. Lennon byl čtyřikrát zasažen tříštivými střelami ráže .38, které se těsně po proniknutí do těla deformují a působí tak devastující zranění vnitřních orgánů. Yoko Ono se nechala dovézt k manželovi do nemocnice. Když byl prohlášen za mrtvého, okamžitě odjela domů, aby mohla informovat syna Seana. Lennonovo tělo bylo zpopelněno 10. prosince 1980 na hřbitově Ferncliff Cemetery, v newyorské čtvrti Hartsdale. Ostatky poté převzala Yoko Ono.

### Možné motivy činu
Krátce po svém zatčení Chapman na policejní stanici stručně hovořil o motivech svého činu: „Chtěl jsem se proslavit. A chtěl jsem uvést ve známost Salingerovu knihu Kdo chytá v žitě. Když tu knihu přečtete a jestliže se, jak se zdá, zajímáte o můj příběh, porozumíte... Nachytal jsem v žitě celou svou generaci.“
V určité době byl Chapman knihou zcela posedlý a líbily se mu názory hlavního hrdiny Holdena Caulfielda, poukazujícího na faleš v lidské společnosti. Soudní psychologové konstatovali, že Chapman „… byl v dětství velice citlivý a časté hádky rodičů silně ovlivnily jeho duševní vývoj. Již ve velice raném věku se stáhl do vlastního světa fantazie.“ Byl také velkým fanouškem skupiny The Beatles, především Lennona, který se mu ovšem dosti znelíbil svou známou poznámkou z roku 1966, podle které jsou „Beatles větší než Ježíš“. Chapmanova manželka vypověděla, že se mu nelíbilo „Lennonovo kázání o míru a lásce, i když měl přitom na kontě miliony dolarů, vlastnil jachty a vily a smál se lidem jako byl Chapman. Lidé jako Chapman mu ty řeči baštili a kupovali si jeho desky.“
Teorie zabývající se motivy a duševním stavem Marka Chapmana v době činu ale nebyly jednotné a mnohdy se lišily nebo si dokonce protiřečily. Podle psychiatričky Dr. Naomi Goldsteinové, která jej vyšetřila jako první, Lennona zastřelil kvůli neodbytné touze po pozornosti a uznání. Jiní odborníci z oboru psychiatrie, přítomní při pozdějším soudním líčení, s Goldsteinovou v tomto bodě souhlasili. Dodali, že je Chapman silně neurotického ražení, ale že i přesto je schopen uvědomit si důsledky svého jednání. Naopak psychiatři na straně obhajoby uvedli, že Chapman trpí schizofrenií a prostřednictvím vraždy Lennona zabil tu část své rozdvojené osobnosti, která mu působila bolest – tedy Johna Lennona. Když byl Chapman při procesu dotázán, zda chce něco říci ke svému případu, přečetl několik pasáží z uvedené knihy. Jím vybrané pasáže zobrazují hrdinu Caulfielda na okraji útesu, jak se snaží zachránit okolo stojící děti před pádem. Dle psychiatra Daniela W. Schwartze chtěl Chapman Lennona zabít proto, že si ho představoval jako zosobnění falešnosti v lidské společnosti. Sám Chapman se také zmínil, že často „... slýchával hlasy, které mu přikazovaly zabít Lennona.“
Soudce Edwards se především na základě Chapmanova rozvážného a klidného chování během líčení přiklonil k názoru, že si Chapman závažnost svého jednání uvědomoval a že byl v době činu příčetný. Byl tedy shledán vinným z trestného činu vraždy a odsouzen k doživotnímu trestu odnětí svobody s možností podmínečného propuštění po dvaceti letech. Svůj trest si stále odpykává ve věznici Wende Correctional Facility v newyorském okrese Erie County a jeho žádosti o podmínečné propuštění byly již desetkrát zamítnuty. Během slyšení ve věci podmínečného propuštění v roce 2006 byl Chapman dotázán, zda spáchal vraždu proto, aby se stal slavným. Odpověděl, že značnou publicitu a pozornost očekával a že svého činu lituje.

## Reakce na událost

### Reakce médií
Bezprostřední informace o události poskytl moderátor ABC Ted Koppel v nočním vysílacím pásmu Nightline a televizní stanice NBC kvůli hlášení o Lennonově smrti na chvíli přerušila pořad The Tonight Show Starring Johnny Carson. Sportovní komentátor Howard Cosell z ABC News obdržel pokyn, aby informoval o Lennonově smrti, právě když komentoval fotbalový zápas mezi New England Patriots a Miami Dolphins.
Události byla věnována pozornost i za tehdejší tzv. železnou oponou. Sovětské noviny Komsomolskaja pravda například uvedly, že: „Hořká ironie této tragédie spočívá v tom, že člověk, který zasvětil svou hudbu boji proti násilí, se sám stal jeho obětí.“ Dne 10. prosince se v československém deníku Rudé právo objevila krátká zpráva s titulkem „Nedal autogram, dostal kulku“. O motivech vraždy Rudé právo informovalo dosti nepřesně tvrzením, že Chapman střílel proto, že mu Lennon opakovaně odmítl dát autogram.

### Reakce veřejnosti
Zpráva o události vzbudila celosvětový ohlas a krátce po jejím odvysílání se v New Yorku a například také v Londýně shromáždily tisíce jeho fanoušků ke společné tryzně. Dne 14. prosince 1980 se pak na předchozí výzvu Yoko Ono sešly na různých místech po světě miliony lidí k tiché modlitbě za Johna Lennona. V britském Liverpoolu se shromáždil třicetitisícový dav fanoušků, ale největší shromáždění příznivců Johna Lennona se uskutečnilo v newyorském Central Parku, kam dorazilo na sto tisíc lidí.
Když se novináři dotázali bývalého člena The Beatles Paula McCartneyho, co si o této vraždě myslí, odpověděl: „Je to opruz.“ (v originále: „It's a drag.“). Za tuto odpověď byl McCartney kritizován, na svou obhajobu ale v interview pro časopis Playboy uvedl: „Víte, celý den jsem z toho byl v šoku a tak jsem prostě řekl: ‚Je to opruz‘. Já to ale mínil v tom nejvážnějším slova smyslu, víte? Je to – HRŮZA!“ Na adresu Lennona později pronesl větu: „Na Johna bude vzpomínáno především díky jeho unikátnímu přínosu v hudbě, umění a světovém míru.“

### Památníky a pocty

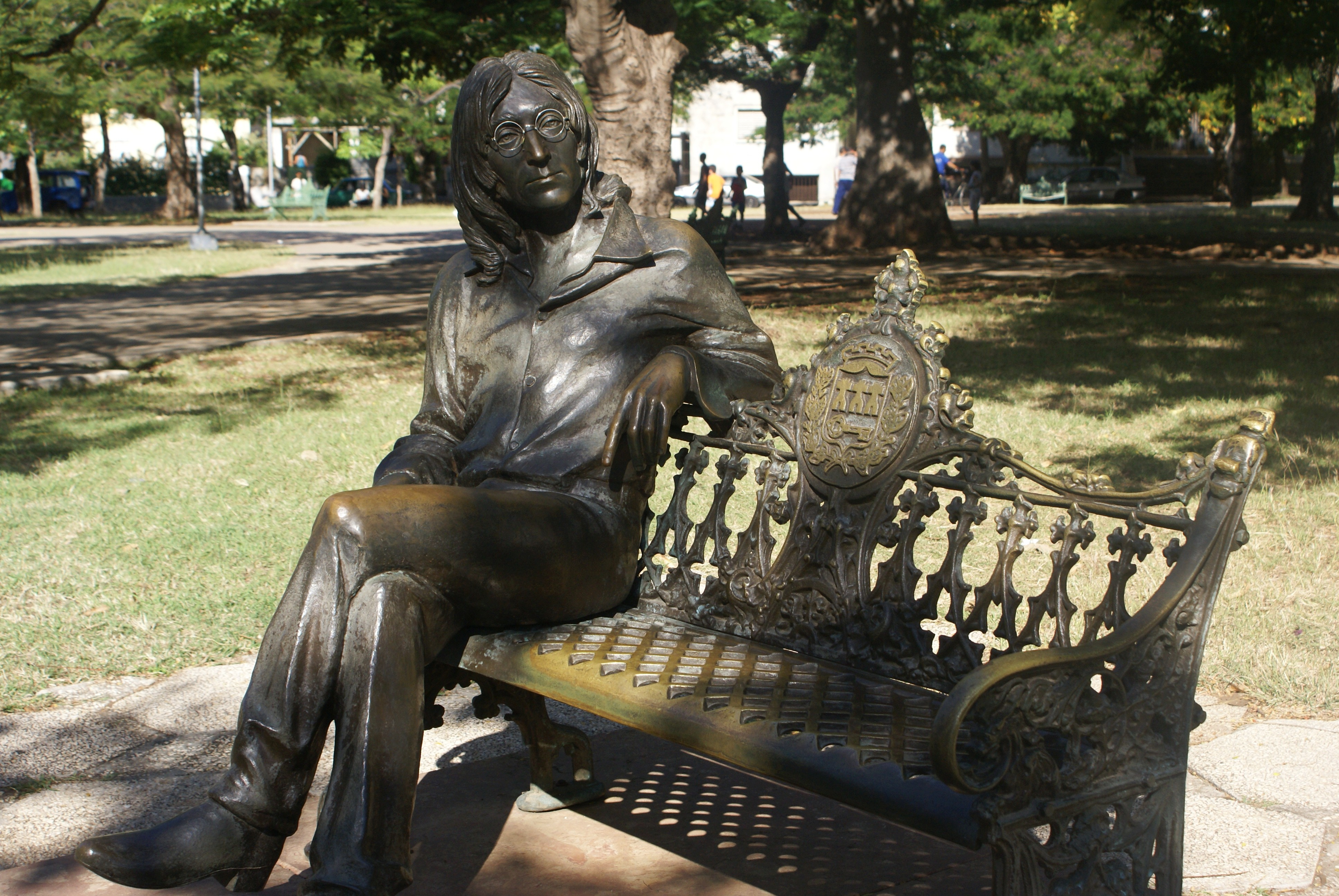
Památník Johna Lennona v kubánské Havaně

Osobě a odkazu Johna Lennona se dostalo pocty ve formě rozličných památníků a vzpomínkových děl. Jedná se především o památník Strawberry Fields v Central Parku, na jejíž provoz Yoko Ono věnovala jeden milion amerických dolarů. Lidé se zde schází jednak na výročí Lennonovy smrti, ale také na výročí útoků z 11. září či smrti George Harrisona (29. listopadu).
Zpěvák Elton John a hudební textař Bernie Taupin společně vytvořili vzpomínkovou píseň s názvem „Empty Garden (Hey Hey Johnny)“, která se v roce 1982 objevila i na albu Eltona Johna Jump Up!. V americké hitparádě singlových písní se tato skladba umístila na 13. místě. Bývalý člen kapely The Beatles, George Harrison, nazpíval vzpomínkovou píseň „All Those Years Ago“. Na bubny hrál Ringo Starr a doprovodné vokály vytvořil Paul McCartney. McCartney pak roku 1982 vydal vlastní píseň věnovanou Lennonovi a to ve svém albu Tug of War, konkrétně píseň s názvem „Here Today“.
V roce 1991 byl Lennon posmrtně oceněn cenou Grammy za celoživotní přínos v oblasti hudby.

Dne 8. prosince 2000 kubánský prezident Fidel Castro slavnostně odkryl bronzovou sochu Johna Lennona v jednom z havanských parků. Rovněž v roce 2000 bylo v japonském městě Saitama otevřeno Muzeum Johna Lennona (John Lennon Museum) a město Liverpool přejmenovalo své letiště na Letiště Johna Lennona Liverpool, jehož oficiálním mottem se stal slogan „Above us only sky“ („Nád námi jen nebe“).

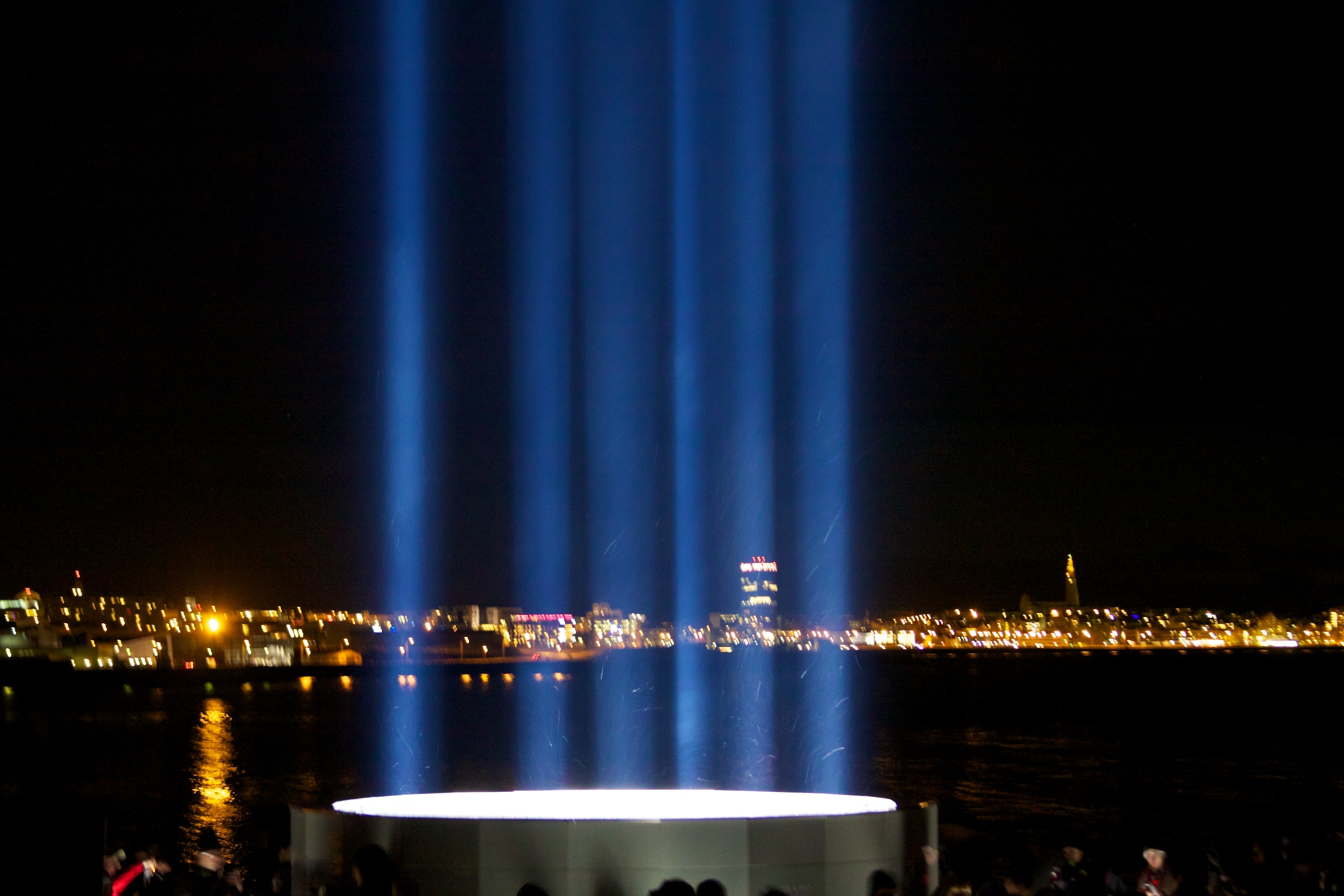
Památník Imagine Peace Tower na islandském ostrově Viðey

 Po Lennonovi je též pojmenována planetka (4147) Lennon, která byla objevena 12. ledna 1983 B. A. Skiffem na Anderson Mesa Station patřící Lowellově observatoři. Yoko Ono darovala 9. října 2007 islandskému ostrovu Viðey pomník Imagine Peace Tower, který každý rok mezi 9. říjnem a 8. prosincem vyzařuje silný paprsek světla k nebi.
V roce 2008 natočil režisér J. P. Schaefer nezávislý film Chapter 27 (Zavraždění Johna Lennona). Pachatele Chapmana v něm ztvárnil americký herec Jared Leto, postavu Johna Lennona shodou okolností ztvárnil herec jménem Mark Chapman.

#### Lennonova zeď v Praze
Po smrti Johna Lennona se u zdi Maltézské zahrady v Praze na Malé Straně objevil jeho symbolický hrob, k němuž lidé nosili různé květiny, svíčky a brzy se na okolních zdech začala objevovat graffiti inspirovaná Lennonem. V průběhu času se zde objevovaly útržky textů písní hudební skupiny The Beatles a různé jiné vzkazy vyjadřující touhu po svobodě. Tato zeď, všeobecně nazývaná jako Lennonova zeď, byla sice několikrát na popud komunistického režimu přebarvena, tato snaha se nicméně ukázala jako zcela lichá. Po přelomu století se však stala turistickou atrakcí a původní idealistický význam zdi se tak postupně vytrácí.